# Sergentomyia tauffliebi
Sergentomyia tauffliebi är en tvåvingeart som först beskrevs av Emile Abonnenc och Cornet 1971.  Sergentomyia tauffliebi ingår i släktet Sergentomyia och familjen fjärilsmyggor.
Artens utbredningsområde är Senegal. Inga underarter finns listade i Catalogue of Life.